# Dưa hoàng yến
Dưa hoàng yến (Cucumis melo (nhóm Inodorus)) hoặc "dưa mùa đông" là một loại dưa lớn, màu vàng tươi, thon dài với phần thịt bên trong màu xanh lục nhạt đến trắng.
Loại dưa này có hương vị ngọt ngào đặc trưng, hơi thơm hơn dưa lê. Phần thịt trông giống như quả lê nhưng mềm hơn. Khi chín, vỏ có cảm giác hơi sáp. Tên gọi xuất phát từ màu vàng tươi của nó, giống màu của chim hoàng yến. Loại dưa này thường được bán trên thị trường là dưa Juan Canary và có thể được tìm thấy với nhiều kích cỡ và hình dạng khác nhau. Loại dưa này phổ biến ở các vùng của châu Á, ví dụ như Nhật Bản và Hàn Quốc, châu Phi như Algérie và Maroc. Thứ dưa Fonzy tròn, nhỏ hơn, được trồng ở Mexico.
Chúng được bảo quản tốt nhất ở 15 °C (59 °F).